# パウロ・コスタンゾ
パウロ・コスタンゾ（Paulo Costanzo, 1978年9月21日 - ）は、カナダオンタリオ州出身の俳優である。

## 出演作品

### 映画
- ダスク・オブ・ザ・デッド
- フィア・ストーム
- 恋する40DAYS（ライアン）
- プッシーキャッツ
- ロード・トリップ（ルビン）
- ホワイトハウスでデート/彼女のパパは大統領

### テレビシリーズ
- ジョーイ（マイケル・トリビアーニ）（2004-2006）
- 救命医ハンク　セレブ診療ファイル（エヴァン・ローソン）（2009-2016）
- エクスパンス -巨獣めざめる-（2015-2016）
- ザ・ナイト・オブ（2016）
- サバイバー: 宿命の大統領（2017-2018）
- FBI: 特別捜査班　(スペンサー・ブリッグス管理官）(2019)　シーズン1 エピソード15
- アップロード 〜デジタルなあの世へようこそ〜 (2022)